# Стара Якаць
Стара Якаць (пол. Stara Jakać) — село в Польщі, у гміні Снядово Ломжинського повіту Підляського воєводства.
Населення — 122 особи (2011).

## Демографія
Демографічна структура станом на 31 березня 2011 року:
|          | Загалом | Допрацездатний вік | Працездатний вік | Постпрацездатний вік |
| -------- | ------- | ------------------ | ---------------- | -------------------- |
| Чоловіки | 67      | 11                 | 44               | 12                   |
| Жінки    | 55      | 10                 | 29               | 16                   |
| Разом    | 122     | 21                 | 73               | 28                   |